# باربارا کامستاک
باربارا جین کامستاک (برنز؛ زاده ۳۰ ژوئن ۱۹۵۹) یک وکیل و سیاستمدار آمریکایی است که از سال ۲۰۱۵ تا ۲۰۱۹ به عنوان نماینده ایالات متحده در حوزه دهم کنگره ویرجینیا خدمت کرده است. او که یکی از اعضای حزب جمهوری‌خواه است. کامستاک برای اولین بار در سال ۲۰۰۹ در انتخابات برای کرسی مجلس نمایندگان پیروز شد.
کامستاک در سمت‌های متعددی برای آژانس‌های دولتی مختلف، از جمله به عنوان مشاور ارشد کمیته نظارت و اصلاحات دولت مجلس نمایندگان، به عنوان مدیر امور عمومی در وزارت دادگستری و به عنوان کارمند کنگره کار کرده است. در سال ۲۰۱۹، او به عنوان مشاور ارشد به شرکت لابی بیکر دانلسون پیوست.